# Schmittweiler

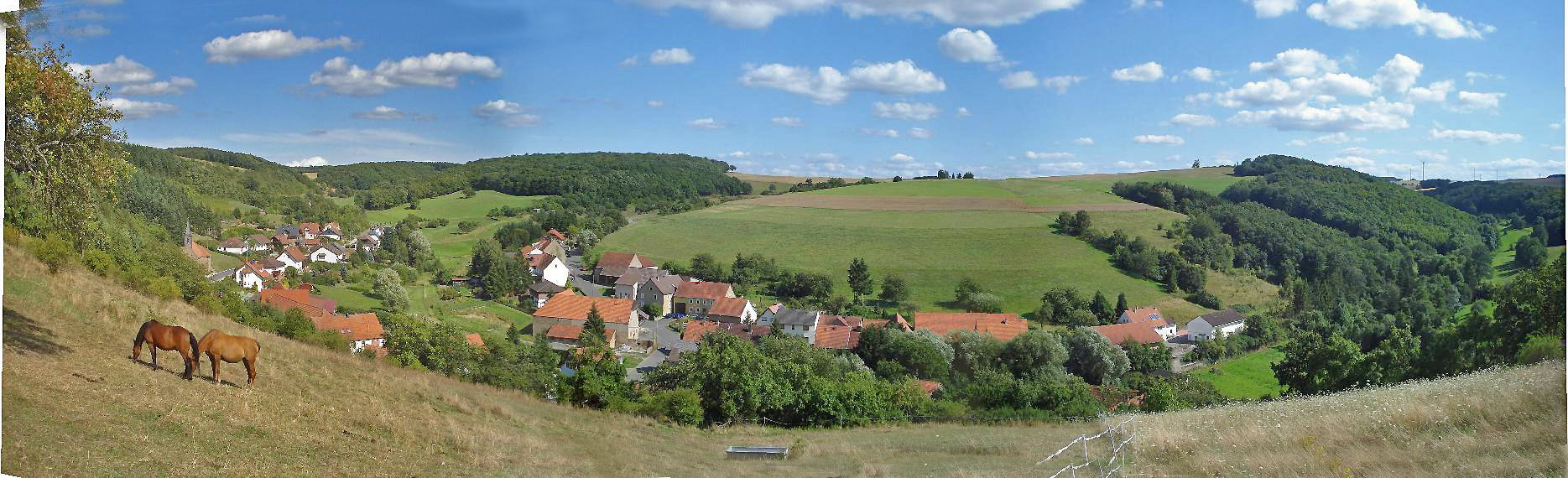
Panorama-1-

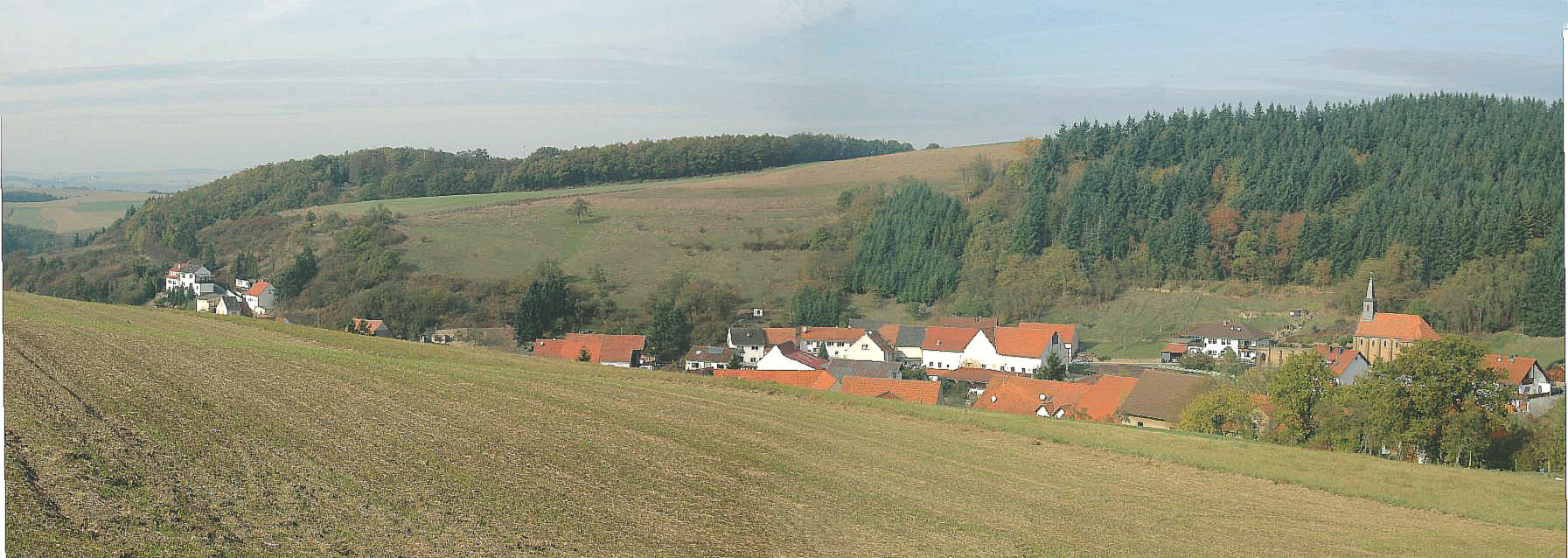
Panorama-2-

Schmittweiler ist eine Ortsgemeinde im Landkreis Bad Kreuznach in Rheinland-Pfalz. Sie gehört der Verbandsgemeinde Nahe-Glan an.

## Geographie
Das Straßendorf liegt im  Eschelbachtal, einem engen seitlichen Tal, dessen Ein- und Ausgang sich in Callbach befindet. Die Landschaft um Schmittweiler liegt im Südteil des Landkreises Bad Kreuznach, die Gemarkung grenzt im Südosten an den Donnersbergkreis und gehört zum Nordpfälzer Bergland.

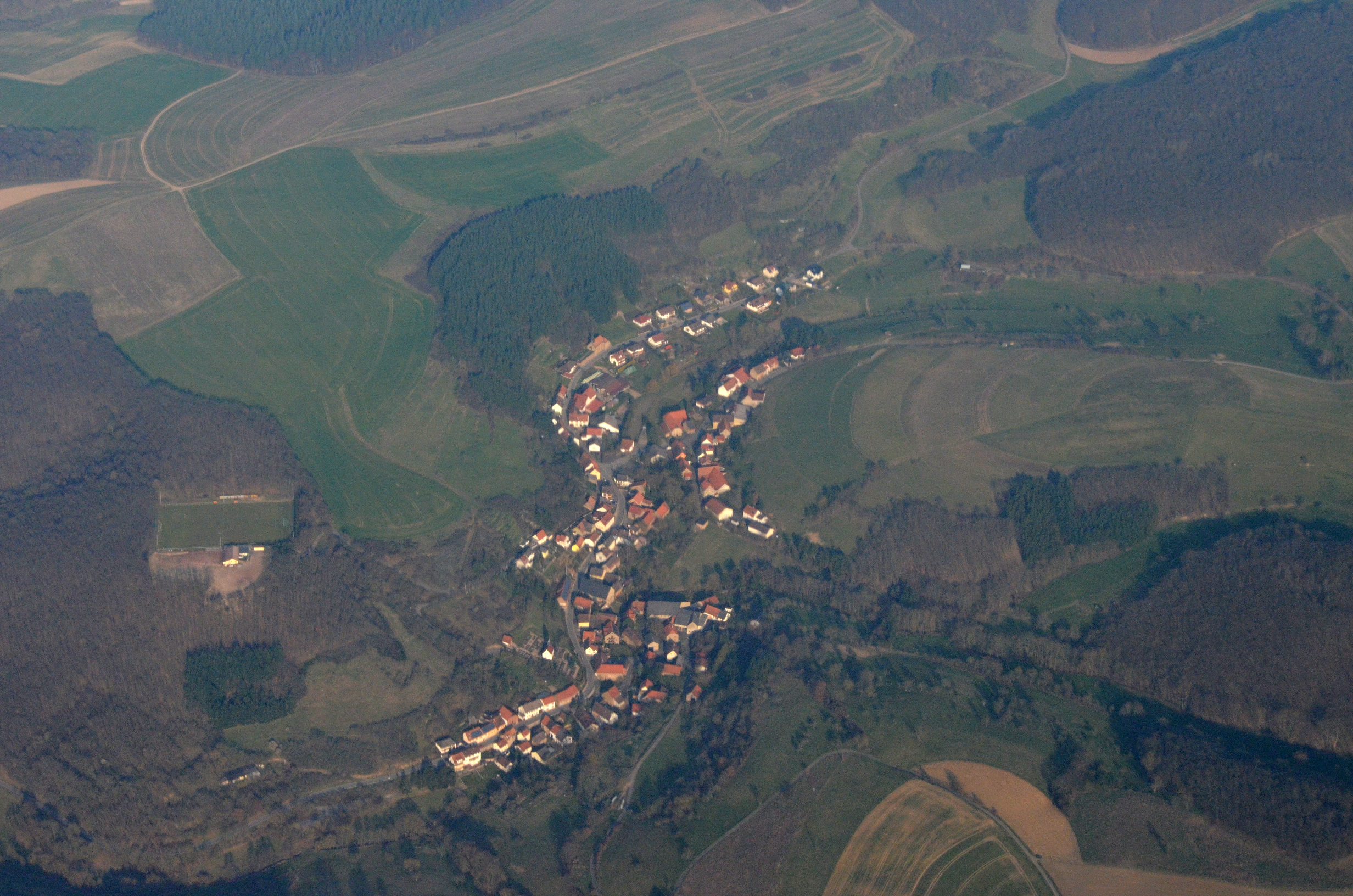
Luftbild des Orts Schmittweiler

## Geschichte
Schmittweiler gehörte bis zum Ende des 18. Jahrhunderts zum zweibrückischen Oberamt Meisenheim.
Nach 1792 wurde die Region im Ersten Revolutionskrieg von französischen Truppen besetzt und nach dem Frieden von Campo Formio (1797) annektiert. Von 1798 bis 1814 gehörte Schmittweiler zum französischen Departement Donnersberg und war dem Kanton Lauterecken zugeordnet. Aufgrund der auf dem Wiener Kongress (1815) getroffenen Vereinbarungen und einem Tauschvertrag mit Österreich kam die Region 1816 zum Königreich Bayern. Ab 1818 war die Gemeinde Schmittweiler dem Landkommissariat Kusel im bayerischen Rheinkreis, später dem Bezirksamt Kusel zugeordnet, aus dem 1938 der Landkreis Kusel hervorging. Zur Unterscheidung von Schmittweiler (Schönenberg-Kübelberg) trug der Ort den amtlichen Zusatz „Amtsgericht Lauterecken“.
Nach dem Zweiten Weltkrieg wurde Schmittweiler innerhalb der französischen Besatzungszone Teil des damals neu gebildeten Landes Rheinland-Pfalz und gehörte bis 1968 zum Regierungsbezirk Pfalz. Bei der rheinland-pfälzischen Verwaltungsreform 1969 wurde Schmittweiler vom Landkreis Kusel in den  Landkreis Bad Kreuznach umgegliedert. In kirchlicher Hinsicht gehört Schmittweiler weiterhin zur Evangelischen Kirche der Pfalz und zum Bistum Speyer.
Bevölkerungsentwicklung
Die Entwicklung der Einwohnerzahl von Schmittweiler, die Werte von 1871 bis 1987 beruhen auf Volkszählungen:
| Jahr | Einwohner |
| 1815 | 199       |
| 1835 | 219       |
| 1871 | 369       |
| 1905 | 311       |
| 1939 | 292       |
| 1950 | 295       |

| Jahr | Einwohner |
| 1961 | 243       |
| 1970 | 231       |
| 1987 | 194       |
| 1997 | 233       |
| 2005 | 246       |
| 2023 | 173       |

## Politik

### Bürgermeister
Ortsbürgermeisterin ist Ute Ammann. Ihre Wahl erfolgte am 18. Juni 2019 durch den Gemeinderat, nachdem bei den Kommunalwahlen am 26. Mai 2019 kein Kandidat angetreten war. Sie wurde damit Nachfolgerin von Willi Haas, der nicht mehr kandidiert hatte.
Ammann wurde im Juni 2024 wiedergewählt.

## Kultur und Sehenswürdigkeiten
Jedes Jahr am 3. Oktober, dem Tag der Deutschen Einheit, findet das Schmittweiler Herbstfest mit Bauernmarkt statt.
Siehe auch: Liste der Kulturdenkmäler in Schmittweiler

## Wirtschaft und Infrastruktur
Zwei Kilometer nördlich von Schmittweiler verläuft die Bundesstraße 420.
Die nächsten Bahnhöfe sind Alsenz (14 km östlich von Schmittweiler an der Alsenztalbahn Bingen–Kaiserslautern), Staudernheim (15 km nördlich an der Nahetalbahn Bingen–Saarbrücken) und Lauterecken-Grumbach (15 km südwestlich an der Lautertalbahn nach Kaiserslautern).